# 小姑居處
《小姑獨處》（英語：Woman of the Year）是1942年美國的一部浪漫喜劇電影。導演是喬治·斯蒂文斯。主演則是史賓塞·屈賽和凱瑟琳·赫本。這部電影是兩人首次同臺主演一部電影。這部電影獲得第15屆奧斯卡獎的最佳原創劇本獎，並且還被選入AFI百年百大喜劇電影。

## 外部連結

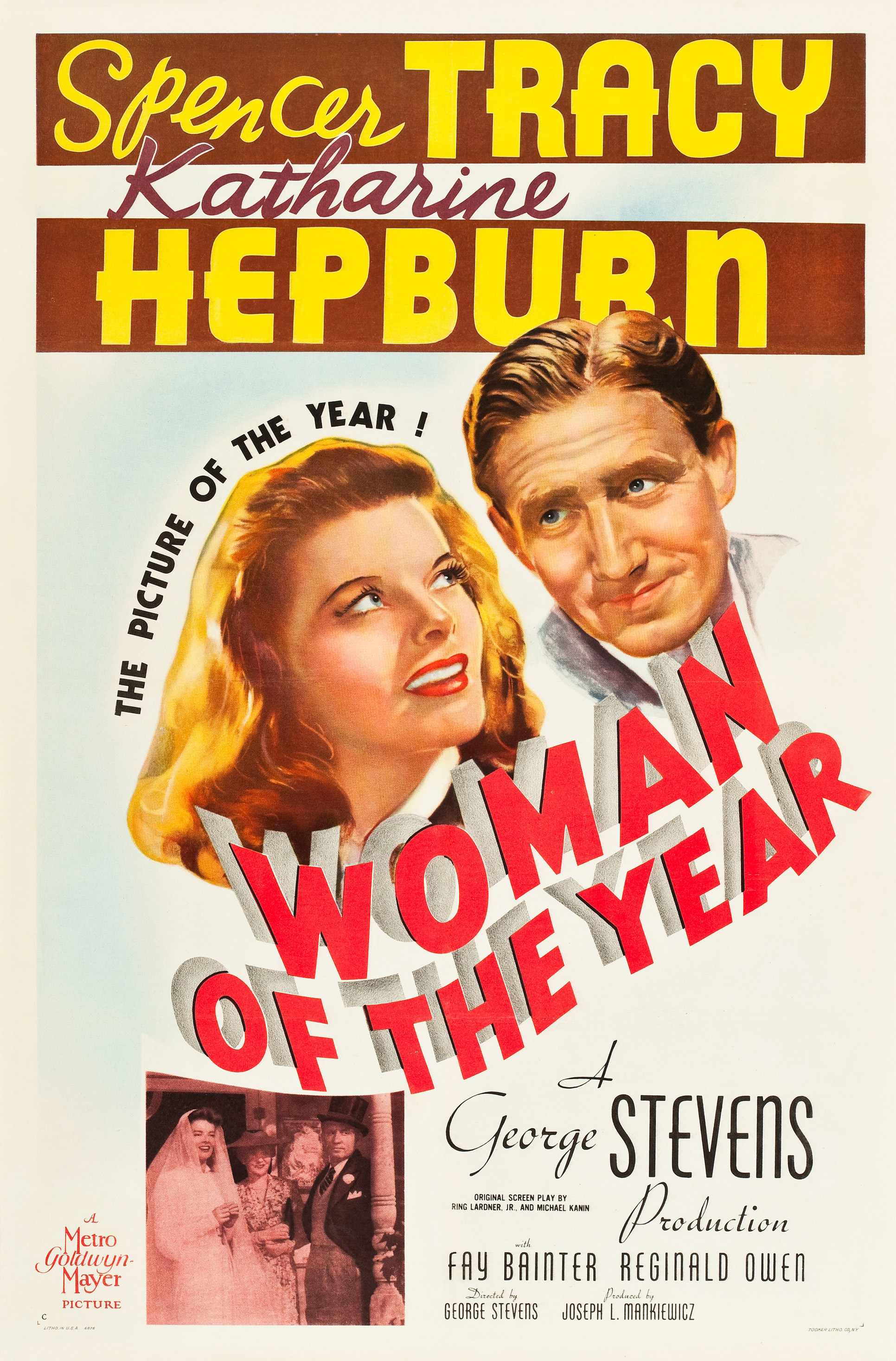
《小姑獨處》電影海報

- 互联网电影数据库（IMDb）上《Woman of the Year》的资料（英文）
- AllMovie上《小姑居處》的资料（英文）
- TCM电影资料库上《小姑居處》的资料（英文）